# Arthur Christopher Moule
Arthur Christopher Moule (Hangcsou, 1885. szeptember 5. – 1952. szeptember 12.. szeptember 12.; kínai neve pinjin hangsúlyjelekkel: Mù Ādé; magyar népszerű: Mu A-tö; kínaiul: 慕阿德) brit sinológus, a Cambridge-i Egyetem professzora.

## Élete, munkássága
Arthur Christopher Moule az anglikán misszionárius, George Moule (1828–1912) fiaként Hangcsouban született. Iskoláit Londonban végezte, majd apja nyomdokain haladva maga is misszionárius lett. 1903-tól 1908-ig végzett hittérítő munkát. Hazatérve teljesen a tudománynak szentelte magát. 1933-tól 1938-ig a Cambridge-i Egyetem professzora volt. 1931-ben a kínai kereszténységről írt Christians in China című művéért Stanislas Julien-díjjal jutalmazták. Igen jelentősek még a Marco Polóval kapcsolatos kutatásai is.

## Főbb művei
- «A List of Musical and Other Sound-Producing Instruments of the Chinese», i Journal of the North China Branch of the Royal Asiatic Society, vol. 39 [1908]
- Christians in China Before the Year 1550, London: S. P. C. K., 1930
- Quinsai: With other notes on Marco Polo, Cambridge University Press, 1957, ASIN: B0000CJPVD
- The rulers of China, 221 B.C.-A.D. 1949; chronological tables. With an introductory section on the earlier rulers c. 2100-249 B.C , Routledge and K. Paul, 1957, B0007JWGTC
- Marco Polo The Description of the World (Paul Pelliot-val) ISBN 4-87187-308-0
- Marco Polo Transcription of the Original in Latin (Paul Pelliot-val) ISBN 4-87187-309-9